# Mistrzostwa Azji w Piłce Ręcznej Kobiet 1995
Mistrzostwa Azji w Piłce Ręcznej Kobiet 1995 – piąte mistrzostwa Azji w piłce ręcznej kobiet, oficjalny międzynarodowy turniej piłki ręcznej o randze mistrzostw kontynentu organizowany przez AHF mający na celu wyłonienie najlepszej żeńskiej reprezentacji narodowej w Azji. Odbył się w dniach 6–8 maja 1995 roku w Seulu. Tytułu zdobytego w 1993 roku broniła reprezentacja Korei Południowej. Mistrzostwa były jednocześnie eliminacjami do MŚ 1995 oraz IO 1996.
Turniej odbywał się systemem kołowym. Niepokonana w nim okazała się reprezentacja Korei Południowej.
Medalistki turnieju zyskały awans na mistrzostwa świata, a z uwagi na fakt, że Koreanki zdobyły w 1995 roku tytuł mistrzyń świata, ich miejsce w turnieju olimpijskim zajęły Chinki.

## Faza grupowa
|  | Korea Południowa | 34:24 | Chiny | Seul |
|  |                  | 34:24 |       | Seul |

|  | Korea Południowa | 31:15 | Japonia | Seul |
|  |                  | 31:15 |         | Seul |

|  | Korea Południowa | 34:11 | Chińskie Tajpej | Seul |
|  |                  | 34:11 |                 | Seul |

|  | Chiny | 23:18 | Japonia | Seul |
|  |       | 23:18 |         | Seul |

|  | Chiny | 29:19 | Chińskie Tajpej | Seul |
|  |       | 29:19 |                 | Seul |

|  | Japonia | 24:11 | Chińskie Tajpej | Seul |
|  |         | 24:11 |                 | Seul |

## Klasyfikacja końcowa
| Miejsce | Reprezentacja    | Uwagi                   |
| ------- | ---------------- | ----------------------- |
| złoto   | Korea Południowa | awans: MŚ 1995, IO 1996 |
| srebro  | Chiny            | awans: MŚ 1995, IO 1996 |
| brąz    | Japonia          | awans: MŚ 1995          |
| 4       | Chińskie Tajpej  | -                       |